# Кошкуль, Фридрих Германович фон
Фридрих Германович фон Кошкуль (нем. Friedrich von Koskull; 1830—1886) — русский горный инженер и геолог.

## Биография
Родился в 1830 году (уточнить[когда?]) в дворянской семье Курляндской губернии.
В 1852 году окончил Институт корпуса горных инженеров в Санкт-Петербурге.
Служил горным инженером на Урале, где под руководством профессора Э. К. Гофмана занимался геологическими исследованиями.
В 1856 году с академиком Г. П. Гельмерсеном исследовал Олонецкий горный округ. Затем самостоятельно изучал в Калужскую губернию.
В 1859 году был послан в Киргизские степи, где основал Воскресенский медный завод и первый стал разрабатывать Карагандинские каменноугольные месторождения.
В 1862 году был переведён на Кавказ, где исследовал бакинские нефтяные источники и составил статистические таблицы нефтяного промысла на Апшеронском полуострове, которые служили впоследствии основанием для оценки нефтяных промыслов при передаче их в частные руки.
В 1864—1865 годах занимался исследованием полезных ископаемых Закубанского края, указал на необходимость буровых работ в этой местности — впоследствии здесь открыты были нефтяные месторождения.
Великий князь Михаил Николаевич (наместник Кавказа) командировал тогда Ф. Г. Кошкуля в США для изучения нефтяного производства.
Провёд важные геологоразведочные работы в Пятигорске, Железноводске, Абас-Тумане. Изучил каменноугольные копеи в Тквибульской и в Кубанской областях.
В 1884 году, по приглашению начальника Закаспийской области А. В. Комарова, исследовал месторождение нефти в этой области.
Во время пребывания своего в Тифлисе, состоя членом разных ученых обществ, своими трудами поддерживал издания этих обществ.
Способствовал развитию Кавказского отдела Императорского Русского географического общества.
Скончался 20 февраля (4 марта) 1886 года в возрасте 56 лет в Санкт-Петербурге.

## Членство в организациях
- 1852 — Корпус горных инженеров
- 1875 — Императорское Санкт-Петербургское минералогическое общество
- Императорское Русское географическое общество.
- Императорское Русское техническое общество.

## Звания и чины
Как горный инженер, звания:
- 1852 — Поручик
- 1856 — Штабс-капитан
- 1863 — Капитан

Чины:
- 1864 — Надворный советник
- 1864 — Коллежский асессор
- 1872 — Статский советник.